# Джекобсон, Натан
Натан Джекобсон (5 октября 1910, Варшава, Царство Польское, Российская Империя — 5 декабря, 1999, Хамден, Коннектикут) — американский математик, автор фундаментальных работ по теории колец.
Признан как один из ведущих алгебраистов своего поколения; получил известность как автор более десятка учебников, ставших фактическими образовательными стандартами по общей алгебре.

## Биография
Родился под именем Нахман Арбузер (Nachman Arbuser) в Варшаве. Отец — Гершон Яков Арбузер (Gershon Yakov Arbuser), мать — Песе (позже Паулина) Айдель Розенберг (Pesse Aidel Rosenberg). Отец эмигрировал в США в 1913 году и при въезде в США на острове Эллис сменил своё имя на Чарльз Джекобсон. Он стал бакалейщиком в Нэшвилле (штат Теннесси) и к 1917 году скопил достаточно средств, чтобы вызвать в США свою семью — жену и двух сыновей. Однако фамилия его семьи на острове Эллис при въезде в США была записана с ошибкой как Арбисар (Arbisar).
Окончил Алабамский университет в 1930 году, получил степень доктора философии (Ph. D.) по математике в Принстонском университете в 1934 году, защитив диссертацию по некоммутативным многочленам и циклическим алгебрам (Non-commutative polynomials and cyclic algebras) под научным руководством Джозефа Веддербёрна.
Преподавал и занимался математическими исследованиями в колледже Брин-Мор (1935—1936), в Чикагском университете (1936—1937), Университете Северной Каролины в Чапел-Хилл (1937—1943) и Университете Джонса Хопкинса (1943—1947) до поступления Йельский университет в 1947 году. В Йельском университете он работал вплоть до выхода на пенсию.

## Научные сообщества и награды
Член Национальной академии наук США и Американской академии искусств и наук. Занимал пост президента Американского математического общества (АМО) с 1971 по 1973 год, и в 1998 году был награждён их высшей наградой АМО премией Стила за научные достижения в течение жизни.
Также был также вице-президентом Международного математического союза с 1972 по 1974 год.

## Научные труды
- Collected Mathematical Papers, 3 vols., 1989
- Basic Algebra. Freeman, San Francisco 1974
- Lectures in Abstract Algebra.[4][5][6] 3 vols., Van Nostrand 1951, 1953, 1964, Reprint by Springer 1975 (Vol.1 Basic concepts, Vol.2 Linear Algebra, Vol.3 Theory of fields and Galois theory)
- Structure of Rings. AMS 1956
- The theory of Rings. 1943[7]
- Lie Algebras. Interscience 1962[8]
- Exceptional Lie Algebras. Dekker 1971
- Structure and Representation of Jordan Algebras. AMS 1968
- PI-Algebras. An Introduction. Springer 1975